# Harmala

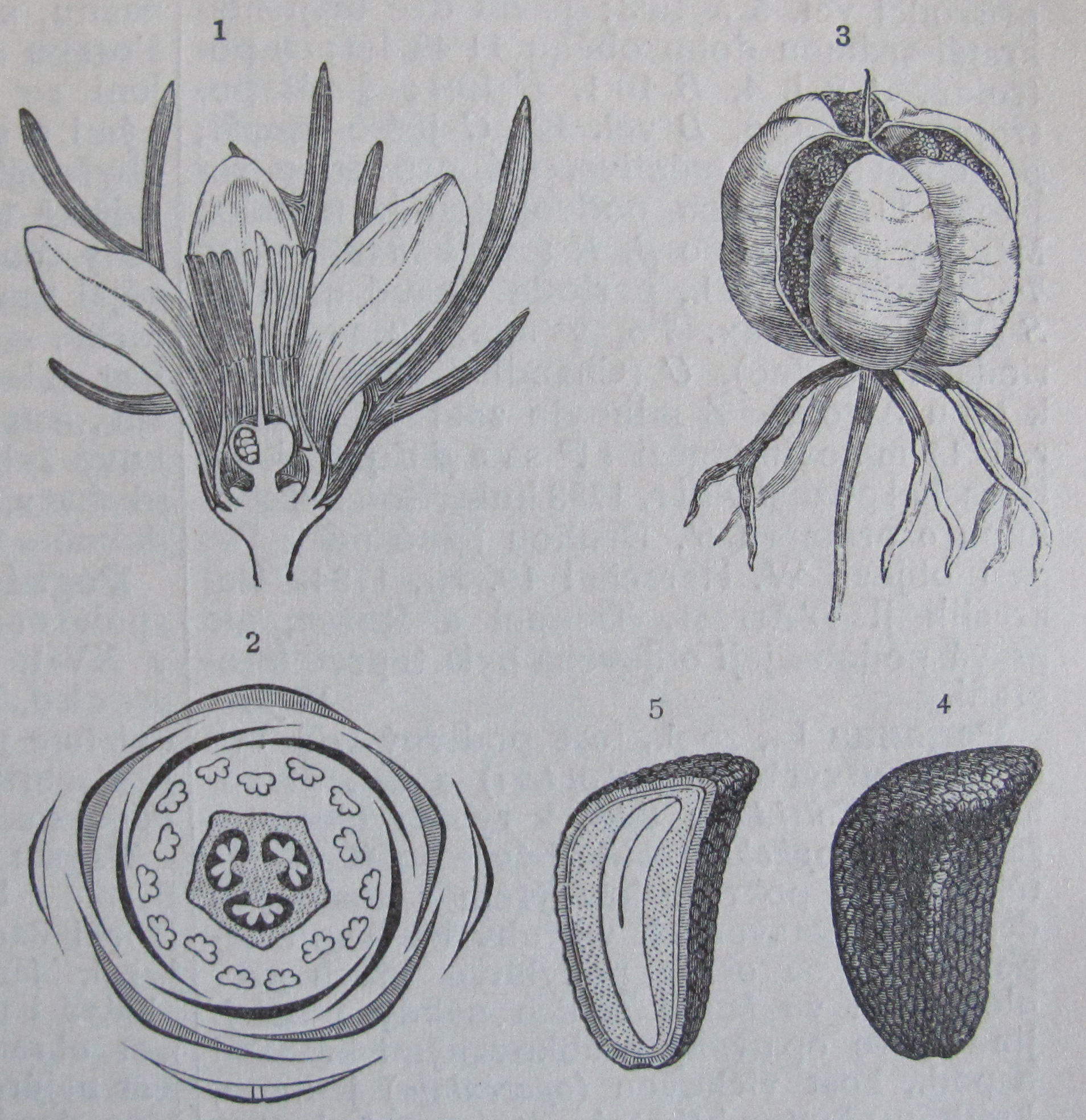
Ilustrace harmaly stepní

Harmala (Peganum) je rod rostlin z čeledi šamanichovité. Jsou to byliny a keře s hluboce členěnými střídavými listy a bílými pětičetnými květy. Plodem je tobolka. Rod zahrnuje 3 druhy a vyskytuje se v suchých oblastech Eurasie a Severní Ameriky. Harmala stepní je rozšířena i v jižní Evropě.
Harmala stepní je využívána v medicíně, má halucinogenní účinky a je to jedovatá rostlina. V některých oblastech světa je to invazní druh.

## Popis
Harmaly jsou vytrvalé byliny nebo nevysoké keře dorůstající výšky 30 až 100 cm. Listy jsou dužnaté, jednoduché, střídavé, přisedlé, s čepelí hluboce zpeřeně členěnou na čárkovitě kopinaté úkrojky. Někdy jsou přítomny štětinovité, opadavé pseudopalisty. Květy jsou dlouze stopkaté, oboupohlavné, pětičetné (výjimečně čtyřčetné), vyrůstající jednotlivě naproti listům. Kalich vytrvalý, složený z čárkovitých lístků. Koruna je bílá, většinou pětičetná. Tyčinek je 15 (řidčeji jen 12), s dlouhými a na bázi rozšířenými nitkami. Semeník je kulovitý, přisedlý, se 3 (4) komůrkami obsahujícími mnoho vajíček. Čnělka je na vrcholu rozčleněná na 3 bliznová ramena přitisklá ke čnělce. Plodem je tobolka s mnoha semeny.

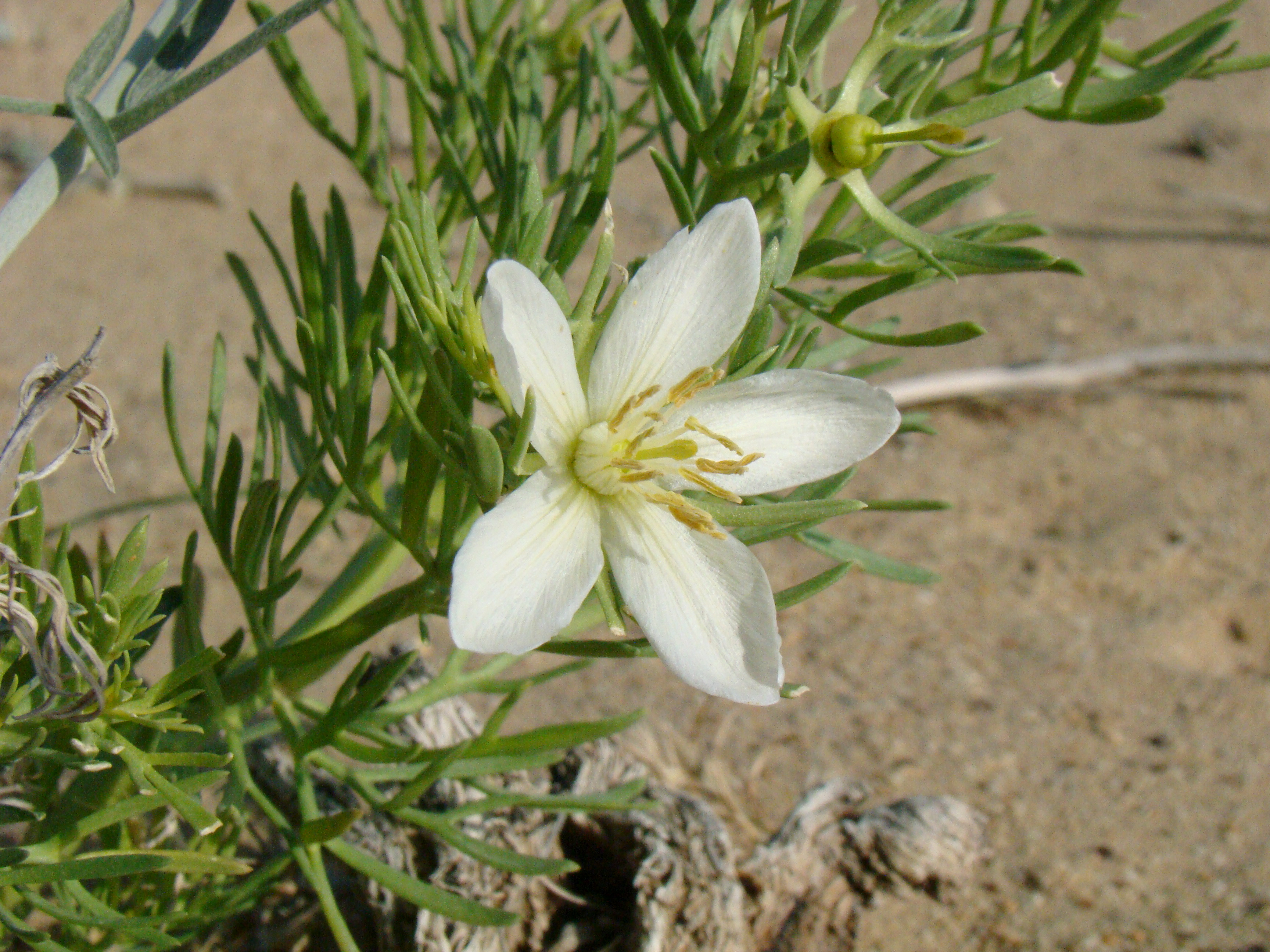
Kvetoucí harmala stepní
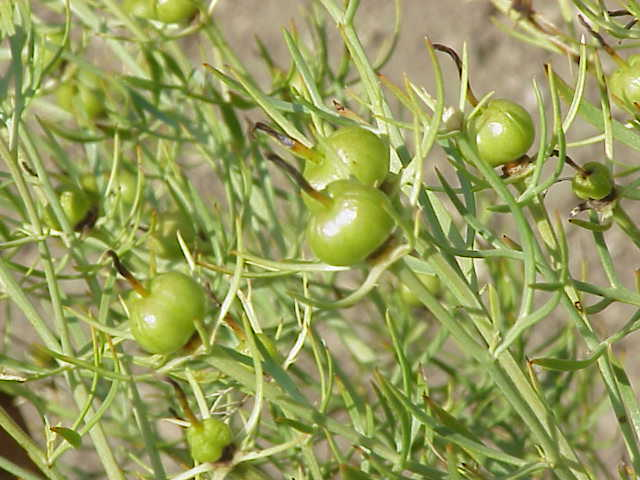
Harmala stepní s nezralými plody
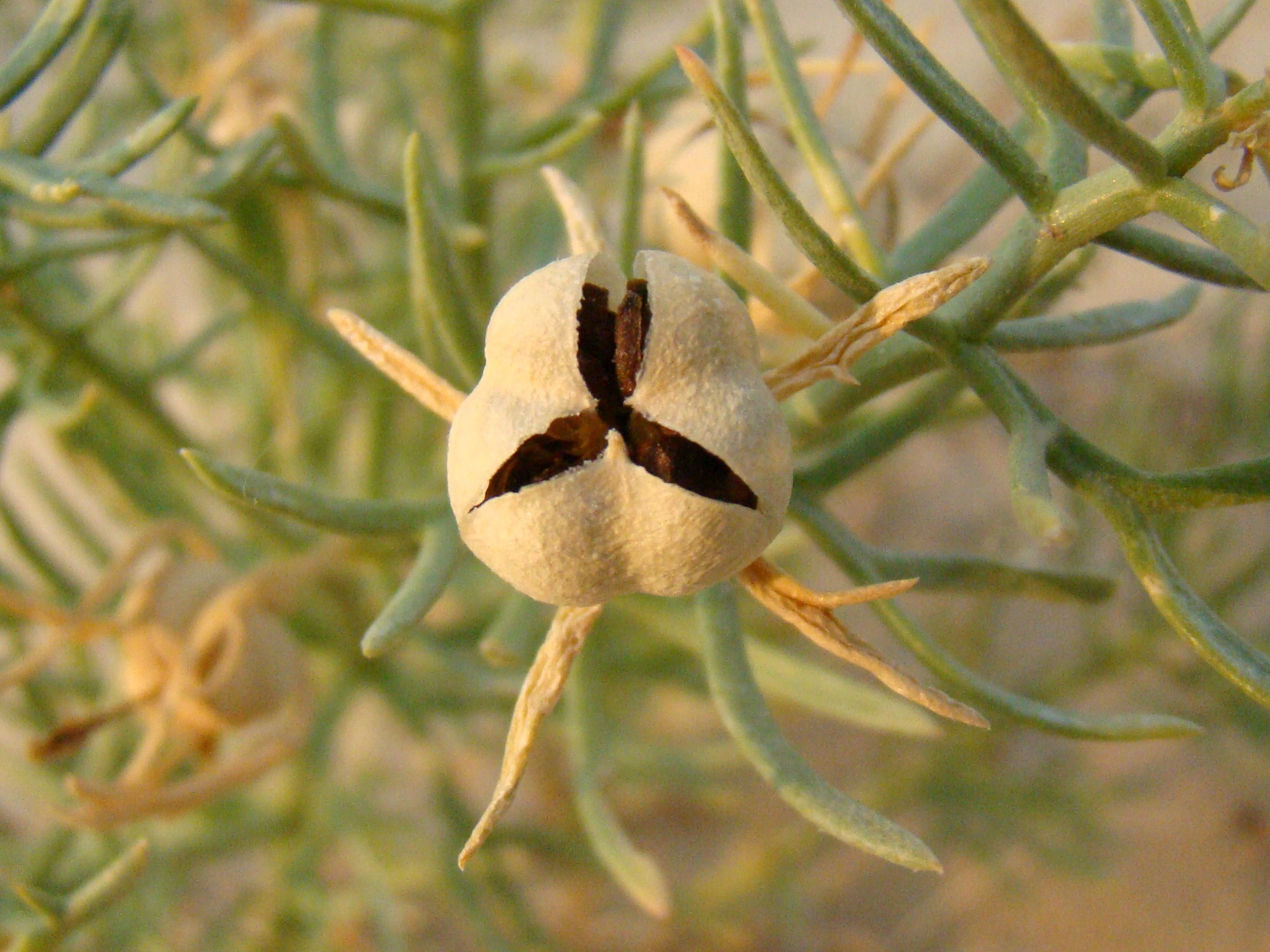
Zralá tobolka

## Rozšíření
Rod zahrnuje 3 druhy a má výrazně disjunktní areál. Největší areál má harmala stepní, rozšířená od Středomoří (včetně severní Afriky) a východní Evropy až po Čínu a Mongolsko. Druh Peganum nigellastrum se vyskytuje na Sibiři, v Číně a Mongolsku.
Druh Peganum mexicanum roste v jižních oblastech USA (Texas, Nové Mexiko) a v Mexiku.

## Obsahové látky a jedovatost
Harmala stepní obsahuje harmanové alkaloidy harmin, harmalin, harmalol a řadu dalších (dohromady přinejmenším 18) alkaloidů. Některé z nich byly zjištěny i u druhu Peganum nigellastrum. Z dalších látek jsou obsaženy např. flavonoidy (kempferol, kvercetin, acacetin).
Harmaly jsou jedovaté a jsou známy vážné otravy domácích zvířat, které je konzumovaly z nedostatku jiné potravy. Otrava zasahuje zejména zažívací a nervovou soustavu. Byla popsána též silná otrava u člověka po požití většího množství semen, provázená halucinacemi, zvracením krve, třesem, křečemi a bolestmi břicha.

Strukturní vzorec harminu
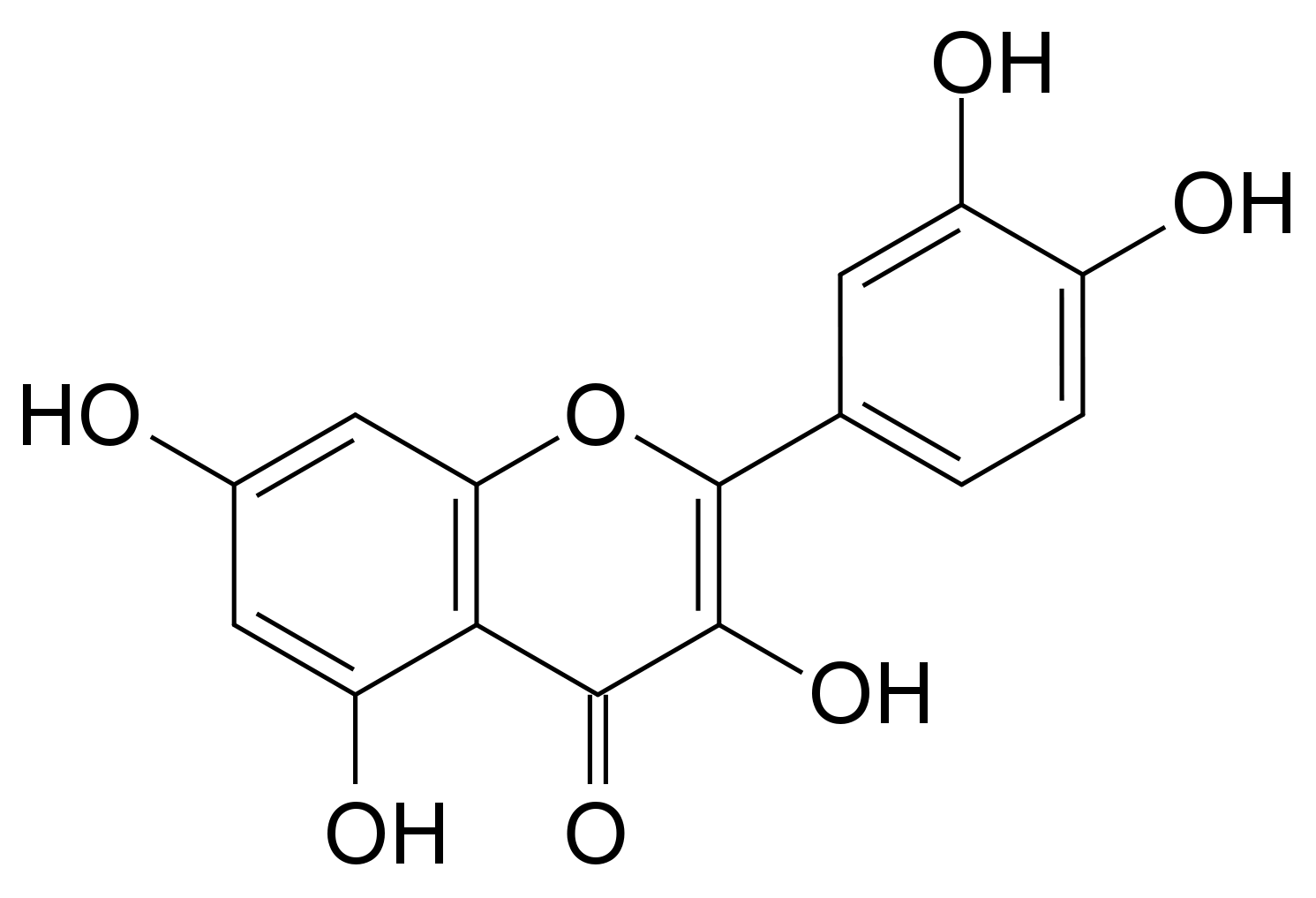
Kvercetin ze skupiny flavonoidů

## Zástupci
- harmala stepní (Peganum harmala)

## Význam
Harmala stepní je využívána v asijské medicíně. Semena mají mj. narkotické, antispasmodické a emetické účinky. Jsou využívána při astmatu, kolikách, hysterii, neuralgiích aj. Kůra se podává při horečkách včetně malárie. Semena a kůra slouží také jako abortivum. Kořeny se používají ve veterinárním lékařství proti zevním parazitům. Semena mají při žvýkání halucinogenní a afrodisiakální účinky. Někdy se také semena spalují a kouř se inhaluje.
Asijské druhy se v příliš vypásaných oblastech stávají invazivními rostlinami a pro zvířata jsou nechutné. Harmala stepní byla zavlečena i do suchých oblastí jiných částí světa.

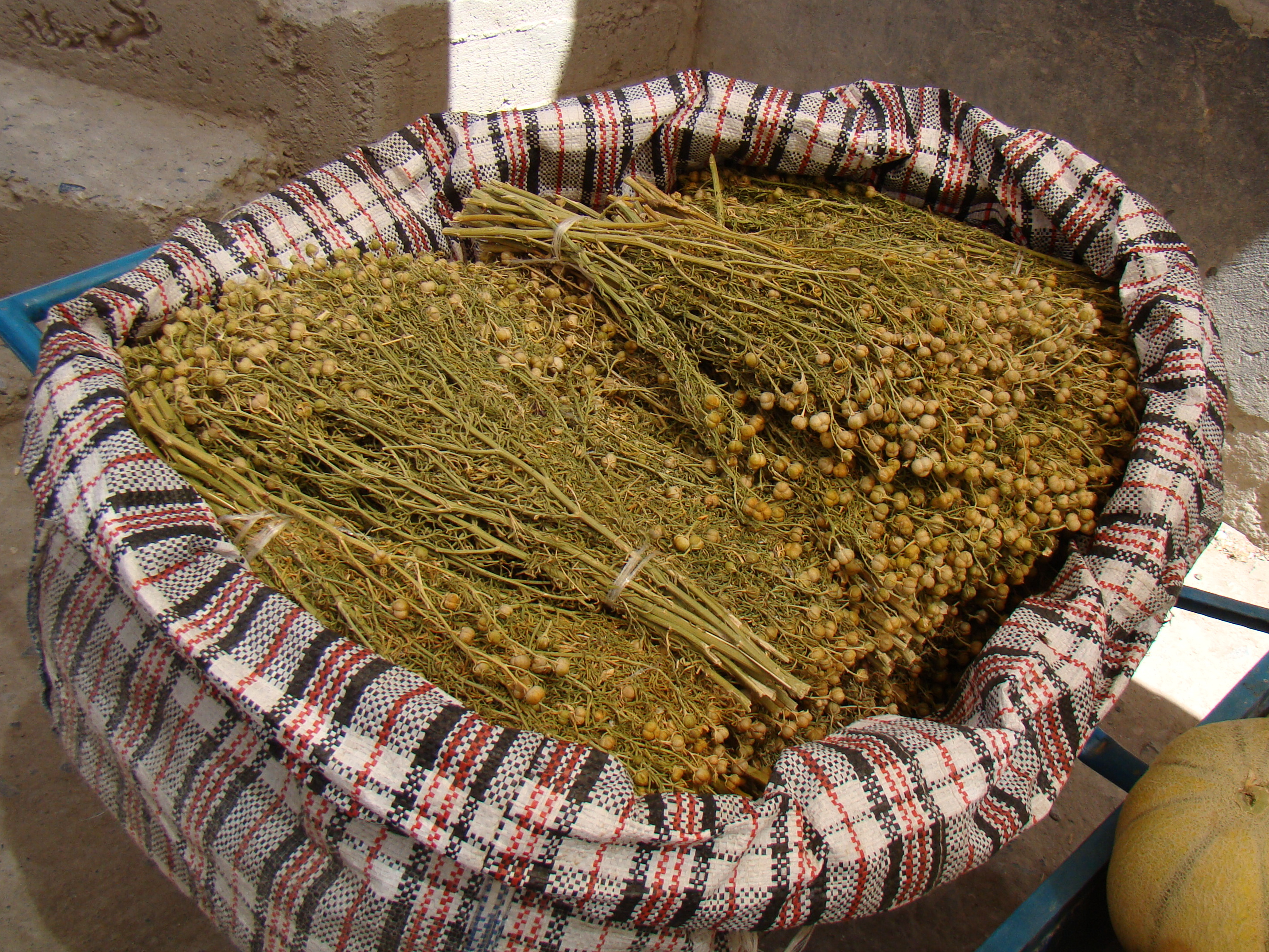
Sklizená nať harmaly stepní
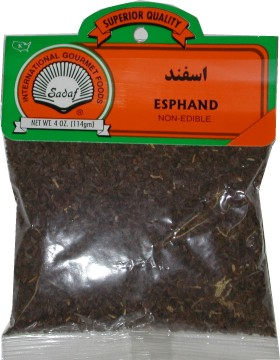
Harmala z asijského trhu